# Circondario di Minden-Lübbecke
Il circondario di Minden-Lübbecke è un circondario della Renania Settentrionale-Vestfalia di 320 813 abitanti, che ha come capoluogo Minden e conta 11 comuni.

## Geografia fisica
Il circondario di Minden-Lübbecke è sito nel punto più a nord della Renania Settentrionale-Vestfalia. Confina con i circondari di Herford e della Lippe; e con quelli, in Bassa Sassonia, di Diepholz, di Nienburg (Weser), di Osnabrück e della Schaumburg.

## Geografia antropica

### Suddivisioni amministrative
Del circondario fanno parte 11 comuni, 8 di questi sono città:
(Abitanti al 31 dicembre 2021)
Città
- Bad Oeynhausen (48 803)
- Espelkamp (24 754)
- Lübbecke (25 674)
- Minden (81 857)
- Petershagen (25 027)
- Porta Westfalica (35 658)
- Preußisch Oldendorf (12 375)
- Rahden (15 505)

Comuni
- Hille (15 374)
- Hüllhorst (13 047)
- Stemwede (13 140)